# パイナップルARMY
『パイナップルARMY』（パイナップルアーミー）は、原作：工藤かずや、作画：浦沢直樹による日本の漫画。『ビッグコミックオリジナル』（小学館）にて1985年から1988年まで連載された。単行本は小学館ビッグコミックス版全8巻、文庫版全6巻。

## 概要
原作を渡され読み切りとして執筆し掲載された。好評だったことから、続編を3話連続で掲載し、そこから連載が決定した。ただし浦沢自身が戦争ものが好きではなく、なかなか主人公への想い入れができなかったことで「戦争反対」の要素を取り入れるようになっていくも、自ら編集者に申し出たことで新連載を条件に連載の終了が決まり、数か月後に『MASTERキートン』の連載が始まった。

## あらすじ
主人公 ジェド・豪士は世界各地の戦場を渡り歩いた元傭兵。傭兵を引退した彼は、民間の軍事顧問機関である「CMA」に転職。戦闘インストラクターとして、多様な事情を持つ人々からの依頼により、それぞれの戦場で生き延びる道をレクチャーする。

## 登場人物
ジェド・豪士
本作の主人公。1970年代に兵士として数々の戦場を巡った経験を持つ。名前や経歴などから日系アメリカ人であるようだが、母国語が日本語であることを匂わせる描写も見られる。戦場における各種テクニックに優れ、爆弾解体技術や戦術への造詣も深く、類稀なる強運にも恵まれている。当初、アメリカ海兵隊隊員としてベトナム戦争に参加、海兵隊を除隊した後は傭兵として世界各地の戦場で戦い続けた。しかし、1979年のリビアでの戦闘を最後に傭兵を引退、以後はCMAの戦闘インストラクターとして生計を立てている。
上記のように各種銃器や爆発物、トラップ等への造詣が深く、また、FBI等の司法機関のエージェントが使用するコンバット・シューティングスキルも身につけている。戦闘インストラクターとしての彼の方針は「生存を第一とする」ものである。時には拷問と思えるほどの過酷なトレーニングを訓練生たちに課す事もある。
作中前半ではM79 グレネードランチャーのスペシャリストという設定であったが、中盤以降はこれを使用する場面はなかった。一方で拳銃はM1911A1を愛用している（仕事内容に応じてCz75など他の銃器を使用することもある）。また、ピアノ線を携行しており、追手を防ぐためにパイナップル型手榴弾と合わせてブービートラップを仕掛けることを得意とする。
チェスと釣り、日曜大工が趣味。オフの時は武器を見たくないということで自宅に拳銃などは置いていない。

珍
豪士の戦友の一人。中国系と思わせる口調（協和語）の小柄な男。情報技術のプロと設定されているが、これは物語序盤である「五人の軍隊」編においてのみ活かされている。プライベートでの豪士との付き合いは深い。豪士とのチェスの通算成績は勝ち越している。
サミュエル・ハリデー
米軍時代の豪士の上官。軍隊での最終階級は准将。現在は「スミソニアン兵器博物館」の館長として暮らしている。第二次世界大戦（ヨーロッパ戦線）から朝鮮戦争、ベトナム戦争に至るまで、長年に渡って米国軍人として戦い続けた男であり、「1970年代最高の策士」と称される。
オールビー・コーツ
米軍及び傭兵時代の豪士のライバル。豪士とは、ある時は味方、ある時は敵として戦場でまみえた強者。物語序盤の「五人の軍隊」編においてアメリカ海兵隊に復帰、カイト将軍のクーデターに参加する。その後、ホンジュラスに潜伏中に豪士と再会する。
ジェフリー
傭兵時代の豪士の戦友。アフリカ系アメリカ人。刑務所を脱獄してまで豪士たちの戦いに加わるなどの荒事好きな男として登場するが、その後は粗暴さよりも陽気な性格を強調して描かれるようになった。バイクの運転、格闘技を得意とする。
ジャネット
傭兵時代の豪士の戦友。女性。エルサルバドルで殺された夫の仇を討った後、スナイパーとして傭兵になった。男運に恵まれず、最初の夫は殺害され、2人目の夫となるはずだった男性とは、結婚式当日にジャネットが豪士の元へ駆けつけたため、破談となった（と思われる）。豪士とは付かず離れずの関係。
キース
傭兵時代の豪士の戦友。作中ではすでに故人となっている。非常に陽気な男で、戦場でも常にジョークと明るい笑顔を振りまき、豪士たちに一種の安らぎを与える存在だった。1979年、リビアの戦場で戦死。アメリカ合衆国フロリダ州生まれ。大国に翻弄された挙句の彼の死が、豪士が傭兵を辞めるきっかけとなった。
ミゲール
豪士の戦友の一人。兵卒時代に下士官としての豪士の部下だった経歴を持つ。「五人の軍隊」序盤で豪士の元に駆けつけ、そのサポートに付くが、豪士らを止めようとする勢力によってトラックで跳ね飛ばされ落命する。
小東夷（シャオトンイー）
謎の日本人テロリスト。物語中盤からその存在を匂わせはじめ、「テロのインストラクター」という豪士とは対になる存在として、教え子を送り込む形で豪士と対決を繰り広げる。その素性は謎に包まれているが、リビアの訓練キャンプ時代に同期生へ「神を信じているが、だからこそ自分に虫けらどもと歩む退屈な人生を与えた神を許せるかどうか悩んでいる」と語り、あらゆる人間全てを憎悪している事が示唆されている。またベトナム戦争の際には伝説的ベトコンゲリラ部隊の隊長として暗躍し、夜陰にまぎれて豪士たちの部隊を急襲、ほぼ全滅させている。終盤では人類滅亡を目的とするテロ組織「黒の手紙結社」を立ち上げ、ヨーロッパの存亡を賭けて豪士たちに勝負を挑む。
ベトナム戦争時に中国が開発した「微声手枪」（微声拳銃）という消音器を内蔵した拳銃を愛用しており、無音での戦闘行動に長けている。また孫子や毛沢東のゲリラ戦術の崇拝者でもあったという。

## 書籍情報
B6版『パイナップルARMY』〈ビッグコミックス〉全8巻
1. OPERATION 1 THE ARMY OF FIVE ［五人の軍隊］（1986年3月29日発売）ISBN 4-0918-1081-0[8]
2. OPERATION 2 THE WHITE CHASER ［白の追跡者］（1986年4月30日発売）ISBN 4-0918-1082-9[9]
3. OPERATION 3 THE GLORIUS 1979 ［1979年の栄光］（1986年10月30日発売）ISBN 4-0918-1083-7[10]
4. OPERATION 4 PRAYER OF THANKS ［ザルネンの感謝祭］（1987年2月28日発売）ISBN 4-0918-1084-5[11]
5. OPERATION 5 JACARANDA BLOSSOM ［戦場に咲く花］（1987年5月30日発売）ISBN 4-0918-1085-3[12]
6. OPERATION 6 A MAN ON THE LOCH ［湖上の男（ひと）］（1987年9月30日発売）ISBN 4-0918-1086-1[13]
7. OPERATION 7 KING OF THE ROAD ［キング オブ ザ・ロード］（1988年5月30日発売）ISBN 4-0918-1087-X[14]
8. OPERATION 8 ACE IN THE HOLE ［最後の切り札］（1988年7月30日発売）ISBN 4-0918-1088-8[15]

文庫版『パイナップルARMY』〈小学館文庫〉全6巻
1. OPERATION 1 THE ARMY OF FIVE ［5人の軍隊］（1995年12月発行）ISBN 4-0919-2111-6[6]
2. OPERATION 2 THE GLORIUS 1979 ［1979年の栄光］（1995年12月発行）ISBN 4-0919-2112-4[16]
3. OPERATION 3 THE EVASION ［脱出-EVASION-］（1996年2月発行）ISBN 4-0919-2113-2[17]
4. OPERATION 4 THE SILENT MAGNUM ［サイレント・マグナム］（1996年2月発行）ISBN 4-0919-2114-0[18]
5. OPERATION 5 KING OF THE ROAD ［キング オブ ザ・ロード］（1996年4月発行）ISBN 4-0919-2115-9[19]
6. OPERATION 6 ACE IN THE HOLE ［最後の切り札］（1996年4月発行）ISBN 4-0919-2116-7[20]

パイナップルARMY 完全増補デジタル版（2024年11月29日、小学館）全6巻
1. OPERATION 1 THE ARMY OF FIVE
2. OPERATION 2 THE GLORIUS 1979
3. OPERATION 3 THE EVASION
4. OPERATION 4 THE SILENT MAGNUM
5. OPERATION 5 KING OF THE ROAD
6. OPERATION 6 ACE IN THE HOLE